# Vișeu
Vișeu (ungarsk: Visó) i det nordlige Rumænien er en venstre biflod til floden Tisza. Dens udspring er i Rodna-bjergene. Den passerer gennem følgende landsbyer, kommuner og byer: Borșa (by), Moisei (kommune), Vișeu de Sus (by), Vișeu de Jos (kommune), Leordina (kommune), Petrova (kommune), Bistra (landsby), Valea Vișeului (landsby). I landsbyen Valea Vișeului løber floden ud i Tisza. Den er 82 km lang. og har et afvandingsområde på 1.581 km2.

## Bifloder
Følgende floder er bifloder til floden Vișeu (fra kilden til mundingen):
Fra venstre: Fântâna, Negoescu, Repedea, Pârâul Pietros, Izvorul Dragoș, Izvorul Negru, Drăguiasa, Bocicoel, Spânu, Mârza, Plăiuț
Fra højre: Cercănel, Cisla, Vaser, Valea Vinului, Valea Morii, Ruscova, Frumușeaua, Bistra, Runcu Mare